# Ilarion Alfeev
Ilarion Alfeev (în rusă Иларион Алфеев, n. 24 iulie 1966, Moscova) este un arhiereu ortodox rus, din 2009 mitropolit de Volokolamsk și conducător al Direcției de Relații Externe din cadrul Bisericii Ortodoxe Ruse. Din 7 iunie 2022 mitropolit de Budapesta și Ungaria (Patriarhia Moscovei).
Între 2003-2009 a fost episcop al Vienei și Austriei și reprezentant al Bisericii Ortodoxe Ruse la instituțiile europene.

## Luări de poziție
În perioada 5-10 septembrie 2014 a efectuat o vizită puțin mediatizată în România, ocazie cu care a fost primit la București de patriarhul Daniel, respectiv la Iași de mitropolitul Teofan Savu. Cu aceeași ocazie s-a aflat la Mănăstirea Pângărați.
În data de 22 septembrie 2014, concomitent cu lucrările sesiunii plenare a Comisiei Mixte de Dialog Catolic-Ortodox, agenția rusă Interfax a dat publicității un interviu în care a criticat atitudinea provestică a Bisericii Greco-Catolice din Ucraina și a calificat bisericile greco-catolice drept „rană deschisă în trupul creștinătății.”

## Lucrări
- Hristos, biruitorul iadului. Pogorârea la iad în perspectiva ortodoxă. Traducere din limba engleză de Cristian Vâjea (București, 2007).
- St Symeon the New Theologian and Orthodox Tradition (Oxford, 2000).
- The Spiritual World of Isaac the Syrian (Kalamazoo, Michigan, 2000).
- The Mystery of Faith. Introduction to the Teaching and Spirituality of the Orthodox Church (London, 2002).
- Orthodox Witness Today (Geneva, 2006).
- Le mystère de la foi. Introduction à la théologie dogmatique orthodoxe (Paris, 2001).
- L’univers spirituel d’Isaac le Syrien (Bellefontaine, 2001).
- Le mystère sacré de l’Eglise. Introduction à l’histoire et à la problématique des débats onomatodoxes (Fribourg, 2007).
- Le Nom grand et glorieux. La vénération du Nom de Dieu et la prière de Jésus dans la tradition orthodoxe (Paris, 2007).
- Le chantre de la lumière. Initiation à la spiritualité de saint Grégoire de Nazianze (Paris, 2007).
- La gloria del Nome. L’opera dello schimonaco Ilarion e la controversia athonita sul Nome di Dio all’inizio dell XX secolo (Bose, 2002).
- La forza dell’amore. L’universo spirituale di sant’Isacco il Syro (Bose, 2003).
- Cristo Vincitore degli inferi (Bose, 2003).
- Άγιος Ισαάκ ο Σύρος. Ο πνευματικός του κόσμος (Αθήνα, 2005).
- Geheimnis des Glaubens. Einführung in die orthodoxe dogmatische Theologie (Freiburg Schweiz, 2003).

## Opera muzicală
- Liturghia (2006)
- Matthäus Passion (2006)
- Oratoriul de Crăciun (2007)
- Memento (2008)

## Legături externe
- Hilarion Alfeyev. Opera muzicală (YouTube)
- O viziune ortodoxă rusă despre papalitate și nu numai Arhivat în 6 februarie 2007, la Wayback Machine.
- Alocutiune ortodoxa la primul congres mondial asupra milostivirii lui Dumnezeu[nefuncțională]
- Episcop Ilarion Alfeyev. Pogorârea la iad în perspectiva ortodoxă. Traducere din limba engleză de Cristian Vâjea (Editura Sophia)